# Lesage (bier)
Lesage is een Belgisch bier van hoge gisting.
Het bier wordt gebrouwen in De Proefbrouwerij te Hijfte in opdracht van bierfirma Lesage uit Stekene en later overgenomen door een firma in Sint-Niklaas. Lesage is een naam die veel voorkomt in West-Vlaanderen, in het Frans betekent le sage 'de wijze'.

## Varianten
- Blond, blond bier, type tripel, met een alcoholpercentage van 7%
- Dubbel, bruinrood bier met een alcoholpercentage van 7,5% en wordt gebrouwen sinds januari 2011.